# スポルティボ・ルケーニョ
クルブ・スポルティーボ・ルケーニョ（スペイン語: Club Sportivo Luqueño）は、パラグアイのルケを本拠地とするサッカークラブ。
ルケの3クラブ（マルテ・アトレティコ、ヘネラル・アキノ、ベンセドール）が合併して、1921年5月1日にスポルティーボ・ルケーニョが創設された。1951年と1953年に1部リーグを制している。コパ・リベルタドーレスには1976年、1989年、2008年に出場している。
1999年にパラグアイで開催されたコパ・アメリカに合わせて、25,000人収容のスタジアムを新設した。

## タイトル

### 国内タイトル
- プリメーラ・ディビシオン：2回

1951, 1953
- セグンダ・ディビシオン：4回

1924, 1956, 1964, 1968

### 国際タイトル
なし

## 現所属メンバー
2016年4月17日現在
注：選手の国籍表記はFIFAの定めた代表資格ルールに基づく。
| No. | Pos. |              | 選手名                       |
| --- | ---- | ------------ | ---------------------------- |
| 1   | GK   | パラグアイ   | ロドルフォ・ロドリゲス       |
| 2   | DF   | パラグアイ   | グスタボ・ヒメネス           |
| 3   | DF   | パラグアイ   | ロベルト・アルダマ           |
| 4   | DF   | パラグアイ   | アダルベルト・ゴイリ         |
| 5   | MF   | パラグアイ   | パブロ・エスピノサ           |
| 6   | MF   | アルゼンチン | クリスティアン・トロンベッタ |
| 7   | FW   | パラグアイ   | デルリス・アレグレ           |
| 8   | MF   | コロンビア   | ブラディミール・マリン       |
| 9   | FW   | パラグアイ   | ヘラルド・アレバロス         |
| 10  | MF   | パラグアイ   | ホルヘ・ヌニェス             |
| 11  | FW   | パラグアイ   | アダルベルト・ゴンサレス     |
| 13  | DF   | パラグアイ   | ヘンリー・ルイス             |
| 15  | MF   | パラグアイ   | アレクシス・ゴンサレス       |

| No. | Pos. |              | 選手名                 |
| --- | ---- | ------------ | ---------------------- |
| 18  | MF   | パラグアイ   | ペドロ・チャベス       |
| 19  | FW   | アルゼンチン | フェデリコ・オルティス |
| 20  | MF   | パラグアイ   | ルイス・マット         |
| 22  | DF   | パラグアイ   | ビクトル・アヤラ       |
| 23  | FW   | パラグアイ   | ニコラス・マルティネス |
| 24  | DF   | パラグアイ   | フアン・エスコバル     |
| 25  | GK   | アルゼンチン | ヘルマン・カッファ     |
| 26  | DF   | パラグアイ   | アレックス・ガルセテ   |
| 29  | DF   | パラグアイ   | ダニエル・ペレス       |
| 30  | GK   | パラグアイ   | ホセ・アキーノ         |
| 31  | MF   | パラグアイ   | アルトゥーロ・ベラ     |
| 35  | MF   | パラグアイ   | アルド・キニョネス     |
| -   | FW   | パラグアイ   | パブロ・セバージョス   |

## 歴代所属選手
- FW  アウレリオ・ゴンサレス
- GK  ホセ・ルイス・チラベルト
- MF  フリオ・セサル・ロメロ
- FW  ラウル・アマリージャ
- DF  ダニエル・サナブリア
- FW  武田修宏 2000
- GK  小澤英明 2010
- MF  下地奨 2011
- FW  森本貴幸 2021 -